# كاتدرائية نانت
كاتدرائية نانت، أو كاتدرائية القديس بطرس والقديس بولس نانت (بالفرنسية: Cathédrale Saint-Pierre-et-Saint-Paul de Nantes)‏، هي كنيسة كاثوليكية رومانية تقع في نانت، بايي دو لا لوار، فرنسا، وهي تقليد معماري قوطي. بدأ بناء الكنيسة في عام 1434، في موقع الكاتدرائية الرومانية، واستغرق 457 عامًا حتى ينتهي، واكتمل في عام 1891. أُدرجت منذ عام 1862 كنصب تاريخي من قبل وزارة الثقافة الفرنسية.

## خلفية
بدأت إعادة بناء الكاتدرائية خلال أوائل إلى منتصف القرن الخامس عشر في وقت كانت فيه نانت وبروتاني مزدهرتين تجاريًا، وبدأت هذه المشاريع المعمارية على نطاق واسع، ويرجع ذلك جزئيًا إلى السياسة الدبلوماسية الانتهازية والمهارة من جون الخامس في فترة من الاضطراب السياسي والصراع مع إنجلترا.
تعرضت الكنيسة عبر تاريخها لعدة حرائق، ففي 28 يناير 1972، التهمت ألسنة اللهب الكاتدرائية، بسبب تعامل خاطئ من قبل عامل مع موقد غاز، وتم السيطرة على الحريق بعد أكثر من 5 ساعات، وفي 15 يونيو 1944، خلال الحرب العالمية الثانية، تعرضت الكاتدرائية
```
للقصف من قبل قوات الحلفاء، والذي دمر جزءًا من الكاتدرائية. التي أغلقت آنذاك لمدة 3 سنوات لإعادة ترميمها وأُعيد فتحها في مايو 1985، وفي عام 2015، تعرضت الكاتدرائية لحريق أصاب المبنى الكاثوليكي بنيران ضخمة دمّرت ثلاثة أرباع سقف كنيسة سانت دوناتيان وسانت روجاتان، وهو مبنى ديني من القرن التاسع عشر ملحق بالكاتدرائية
[
5
]
```

## حريق عام 2020
في 18 يوليو 2020، اندلع حريق في الطرف الغربي للكاتدرائية، وسيطرت فرق الإطفاء عليه في وقت لاحق.

## معرض صور

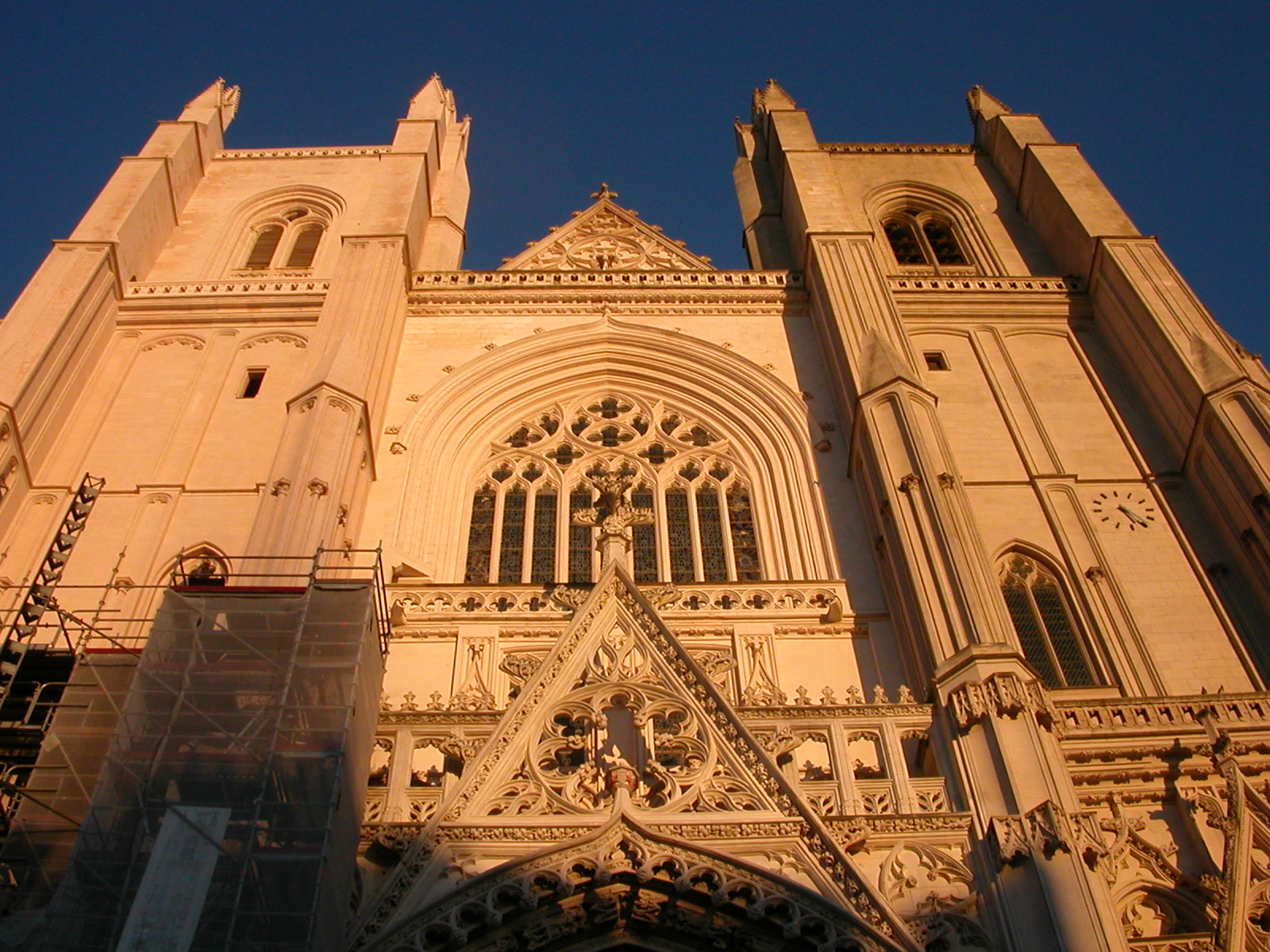
واجهة كاتدرائية نانت (يناير 2008). البرج الشمالي بلون مختلف بسبب أعمال الترميم.
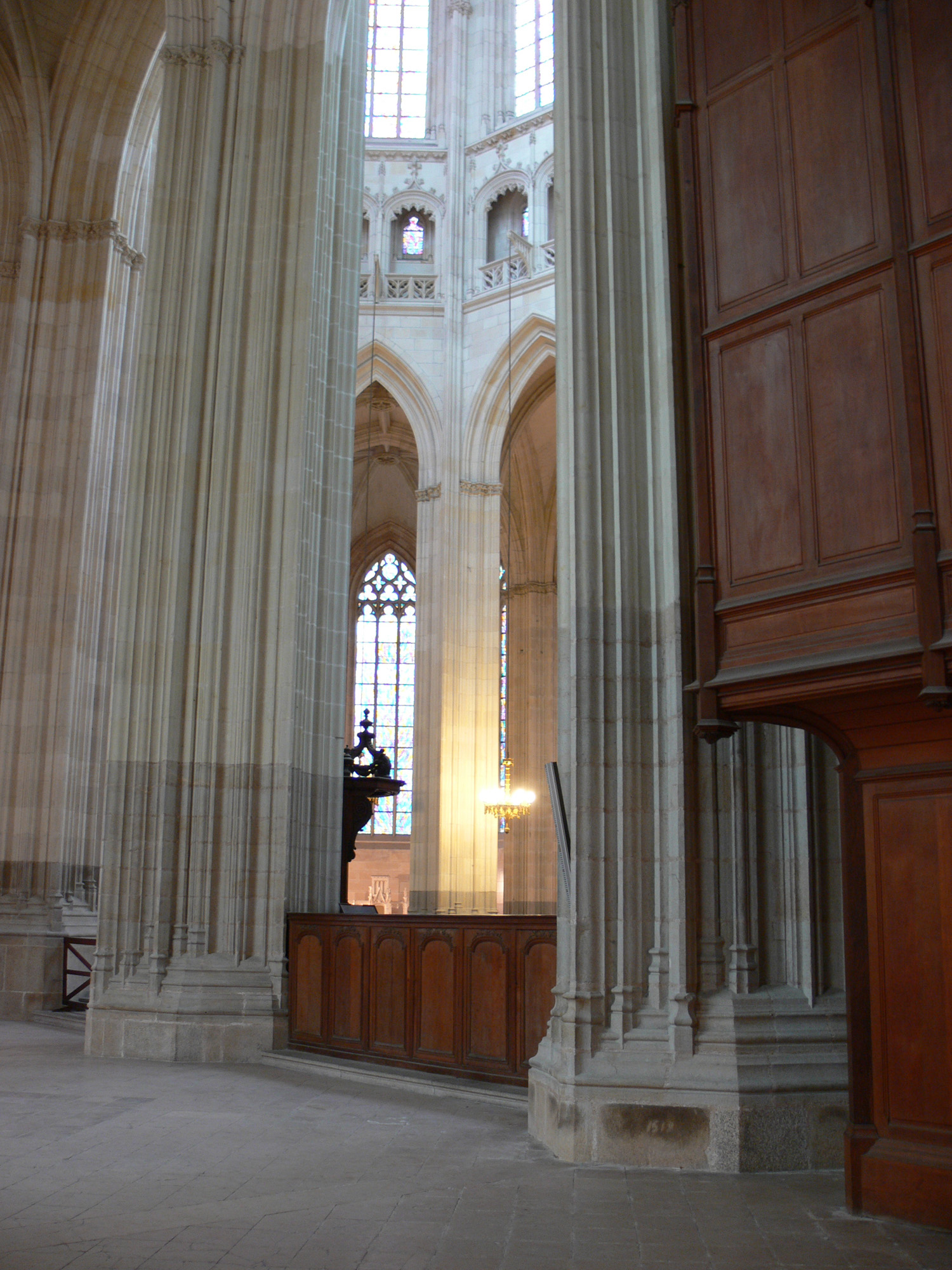
كاتدرائية نانت. تُظهر قواعد الأعمدة السمات النموذجية للفترة القوطية المتأخرة.
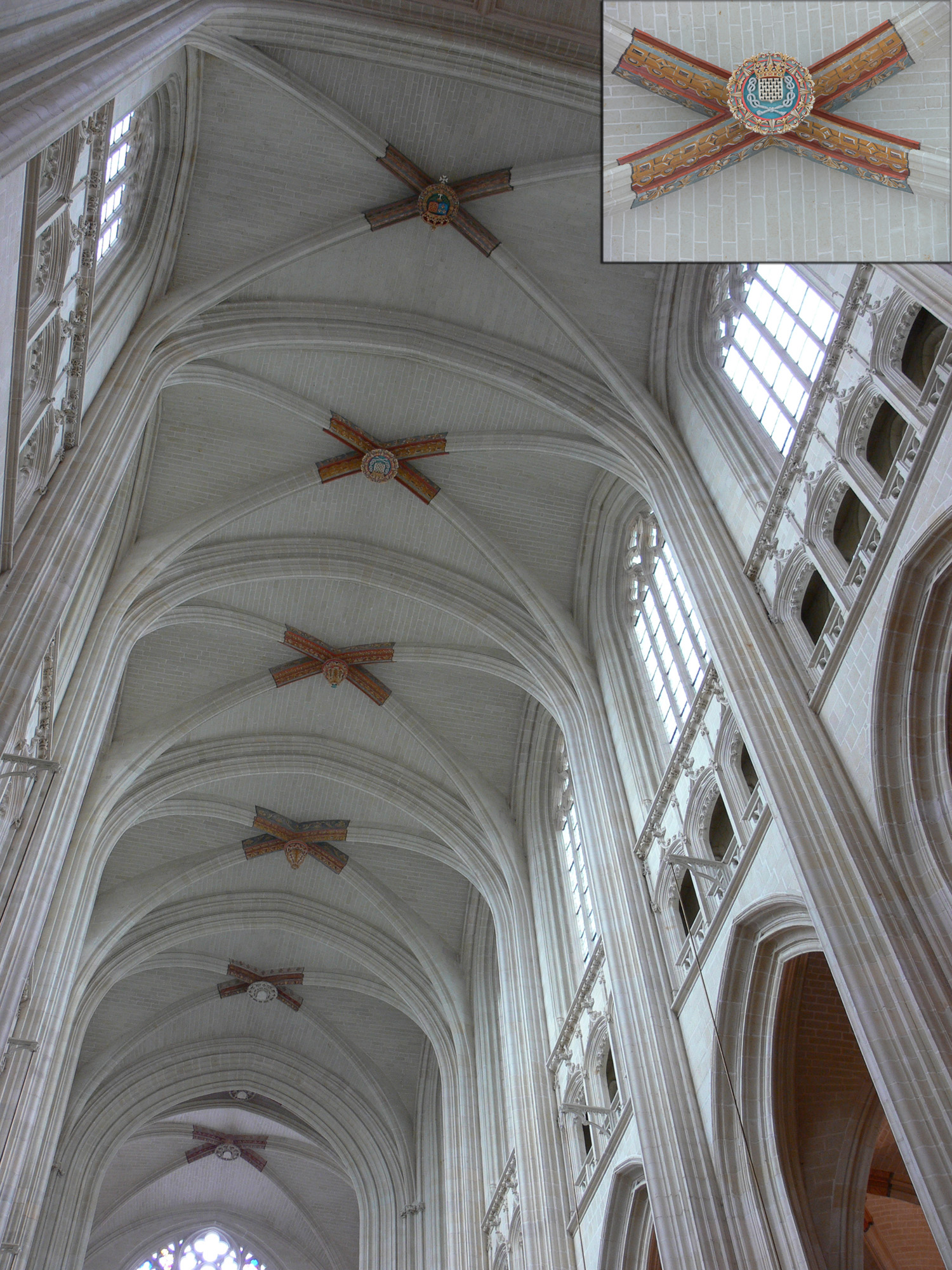
كاتدرائية نانت ، زخارف على قبو الصحن
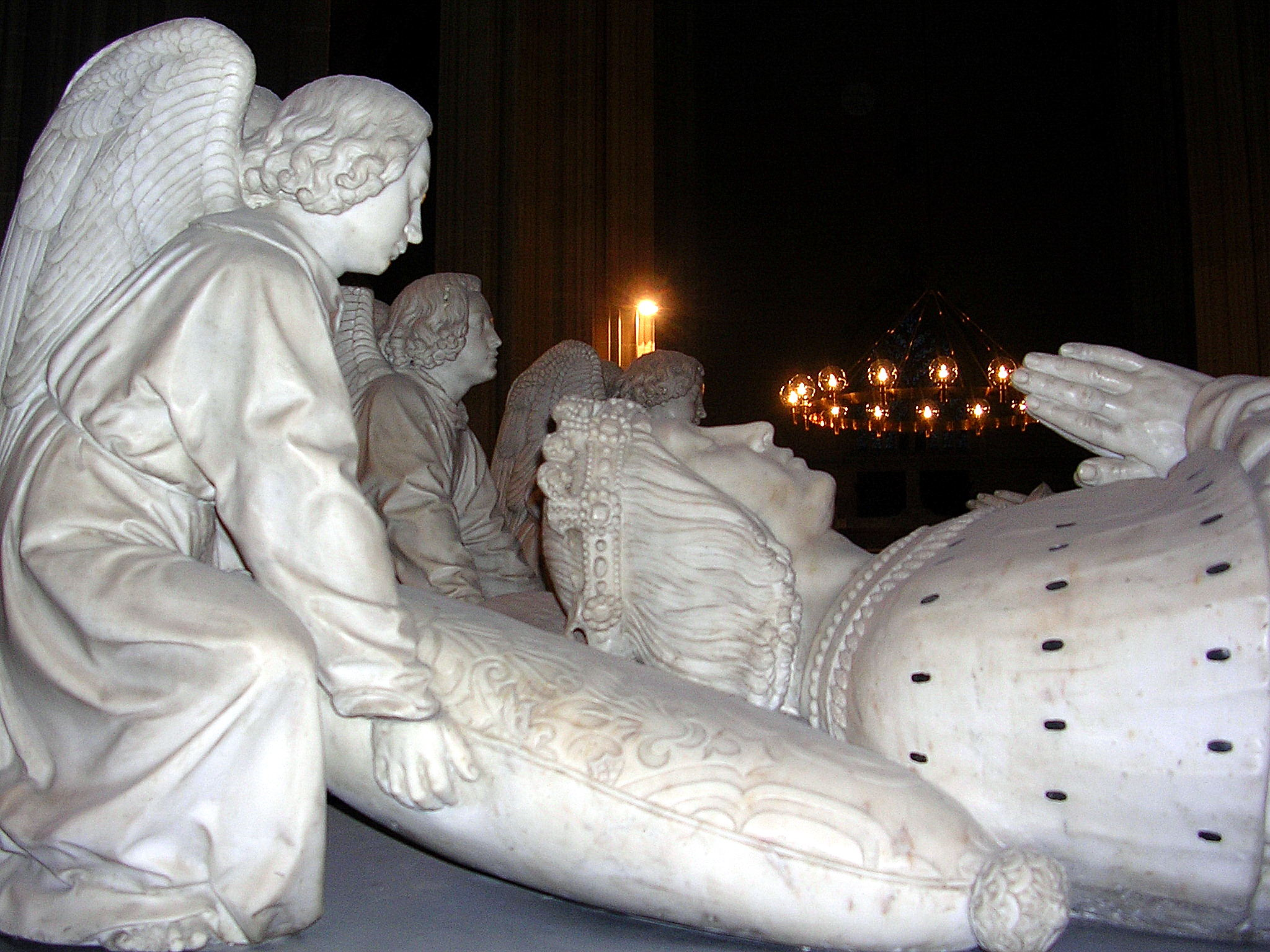
قبر فرانسيس الثاني، دوق بريتاني
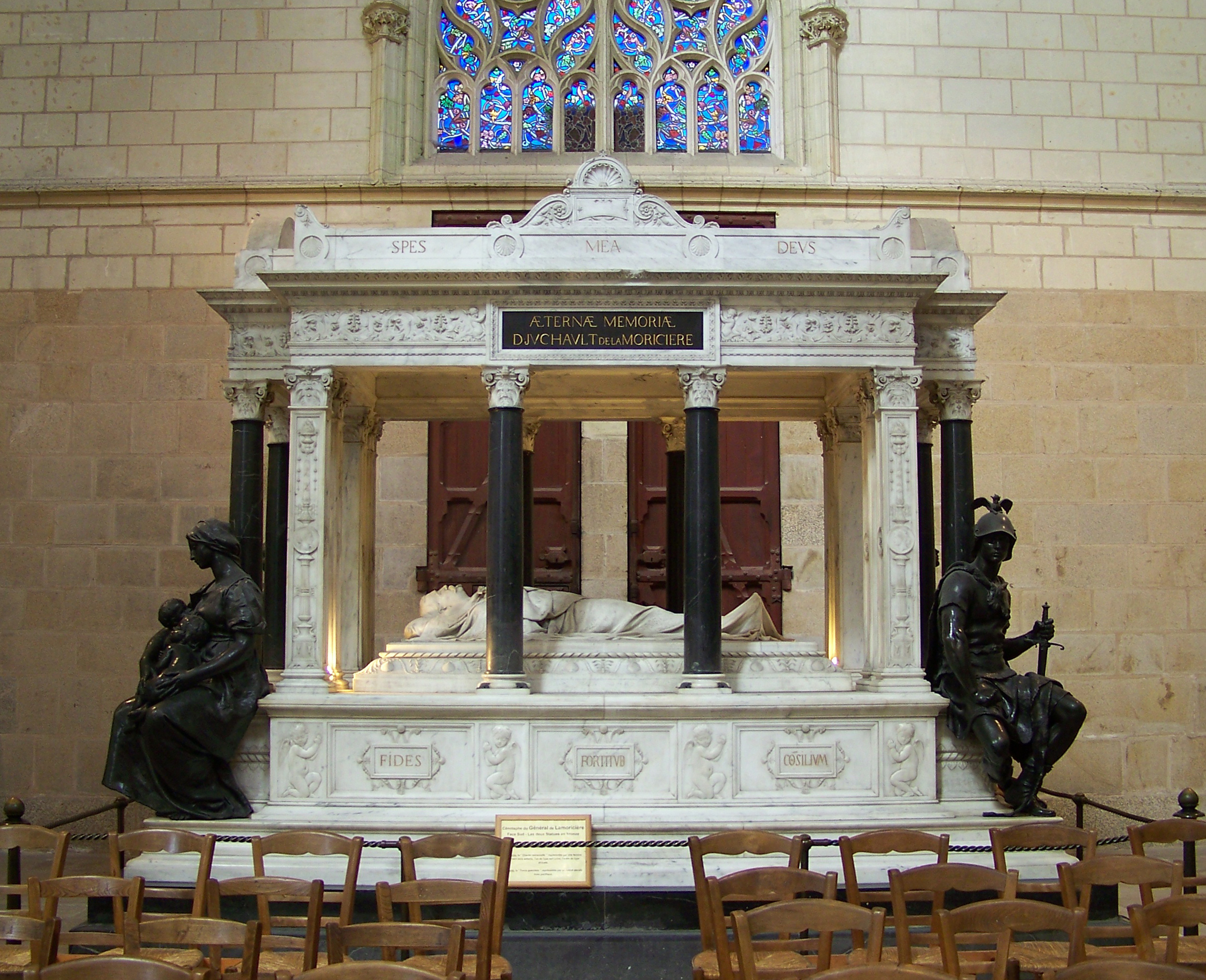
تابوت الجنرال لويس لاموريسيير
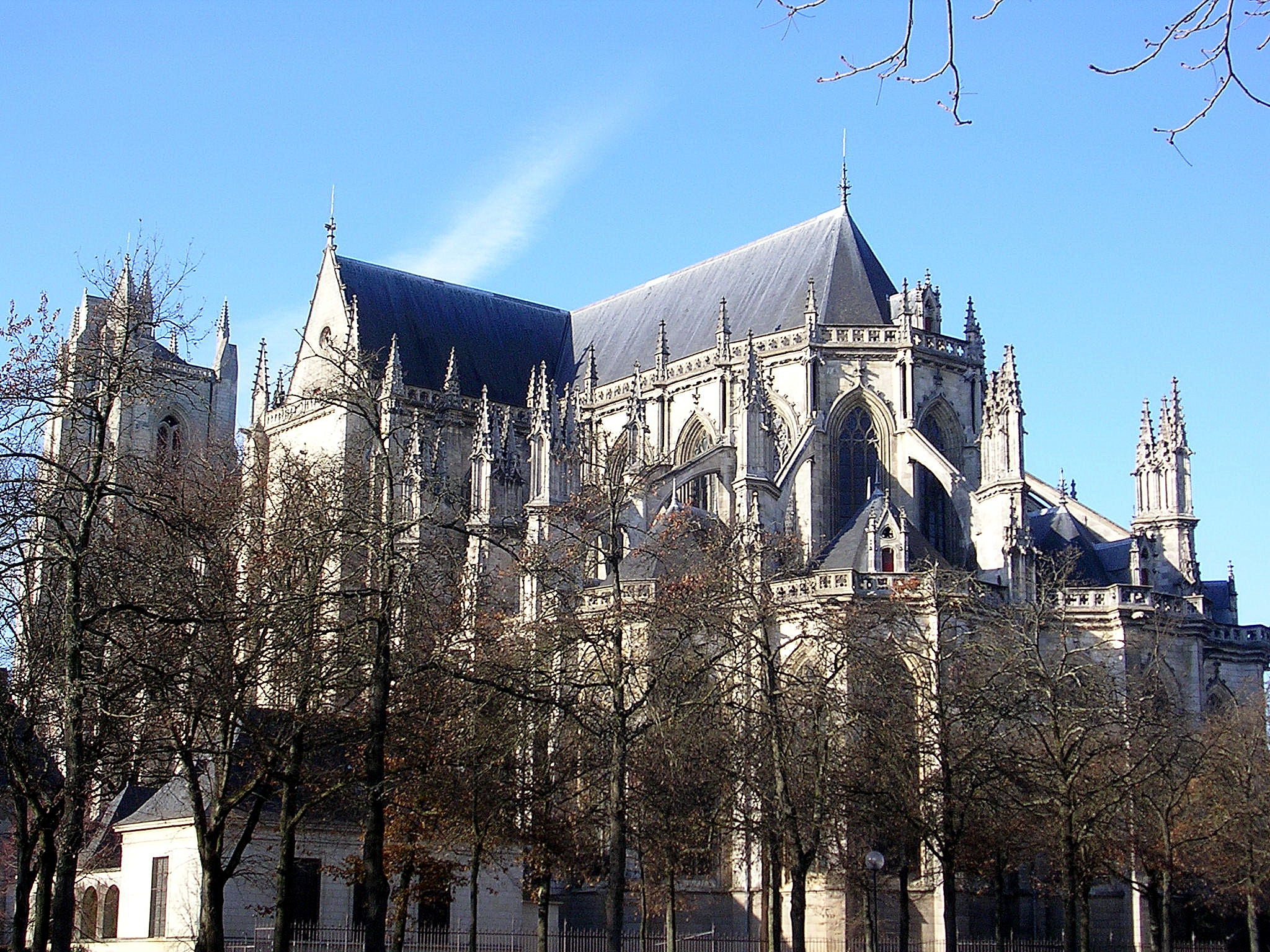
كاتدرائية نانت، منظر خارجي من جانب الكورال